# Гремьяско
Гремьяско (итал. Gremiasco) — коммуна в Италии, располагается в регионе Пьемонт, в провинции Алессандрия.
Население составляет 373 человека (2008 г.), плотность населения составляет 21 чел./км². Занимает площадь 17 км². Почтовый индекс — 15050. Телефонный код — 0131.
Покровителем коммуны почитается святой апостол Иаков Старший, празднование 25 июля.

## Демография
Динамика населения:

## Администрация коммуны
- Официальный сайт: